# Seven Springs, Pennsylvania
Seven Springs är ett borough i Fayette County, och Somerset County, i delstaten Pennsylvania i USA. Vid 2010 års folkräkning hade Seven Springs 26 invånare.